# Lensia hunter
Lensia hunter is een hydroïdpoliep uit de familie Diphyidae. De poliep komt uit het geslacht Lensia. Lensia hunter werd in 1941 voor het eerst wetenschappelijk beschreven door Totton. 